# Жан Лоррен
Жан Лоррен (фр. Jean Lorrain; настоящее имя Поль Александр Мартен Дюваль фр. Paul Alexandre Martin Duval; 29 августа 1855, Фекан, Сена Приморская — 30 июня 1906, Париж) — французский поэт и романист символистской школы.

## Биография

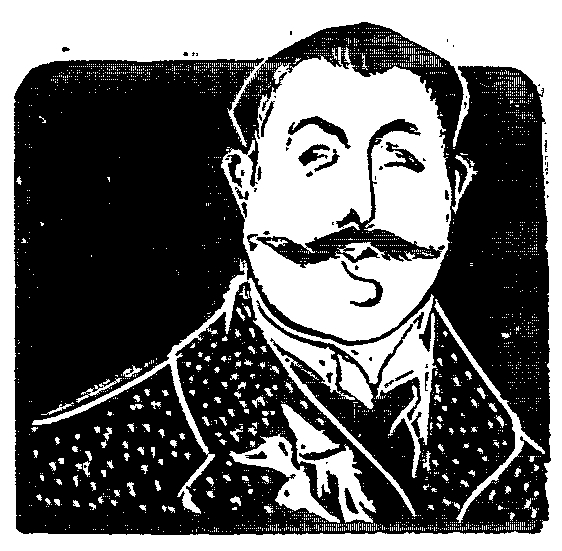
Морис Делькур. Портрет Жана Лоррена (1896)

Учился праву, но бросил занятия. Получил поддержку известной писательницы Жюдит Готье, дочери Теофиля Готье. С середины 1870-х годов стал появляться в литературно-артистических кругах Парижа, в том числе в кабаре «Чёрный кот», где его приятелями стали Жан Мореас, Морис Роллина, Жан Ришпен и др. Поселился на Монмартре. Познакомился с Эдмоном де Гонкур, с Сарой Бернар, написал для неё несколько пьес. Соперничал в дендизме (и безуспешно) с аристократичным Робером де Монтескью, часто оказывался в центре различных скандалов и охотно шел на скандал: в одном из романов оскорбительно представил Мопассана (в детстве они были товарищами) и едва избежал дуэли с ним, участвовал в дуэли с Прустом, опубликовав уничтожающую рецензию на его книгу «Утехи и дни» и т. п.
В 1880-х познакомился с Гюисмансом, Барбе д’Оревильи, Леоном Блуа, в 1890-х сблизился с Лианой де Пужи, которая посвятила ему роман «Неуловимая» (1898).
Написал несколько песен для Иветты Гильбер.
Употреблял наркотики (эфир), был известен гомоэротическими связями (позднейший биограф называет Лоррена «посланником Содома в Париже конца века»). Несколько раз оперировался в связи с язвами кишечника. Застарелая сердечная болезнь, наркомания и сифилис стали причиной его преждевременной смерти.

## Творчество

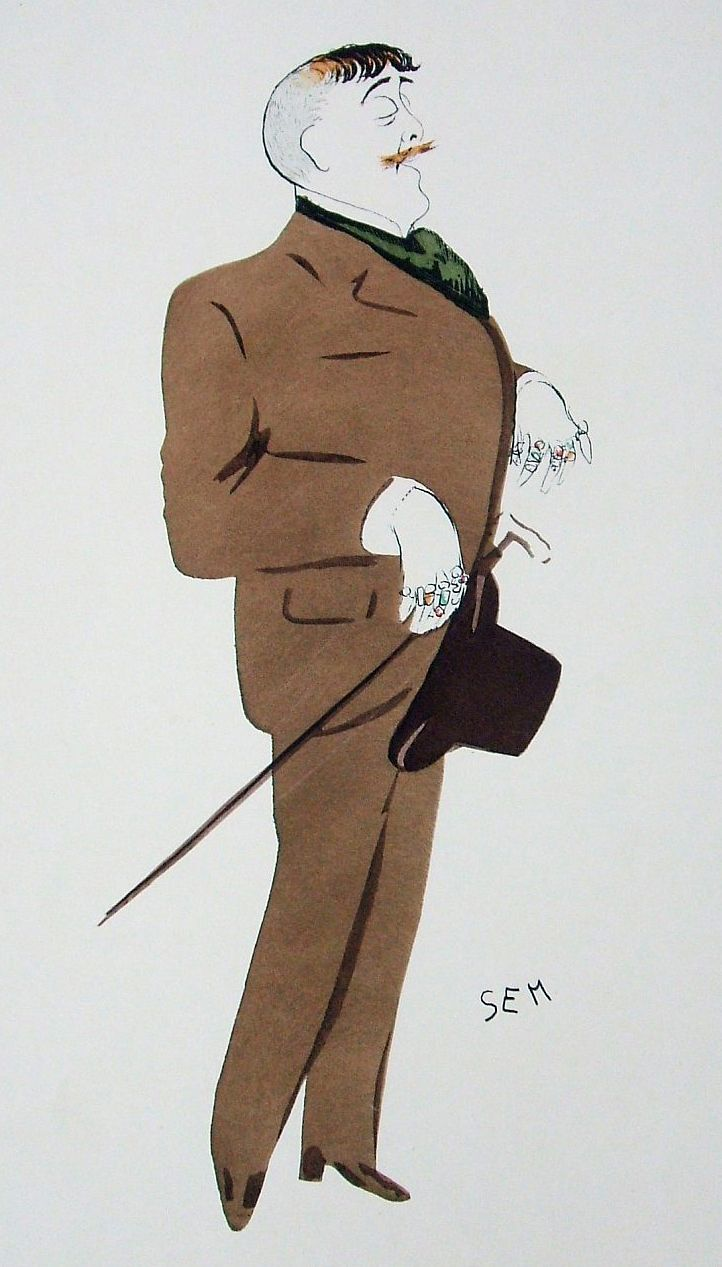
Шарж Жоржа Гурса

Лоррен был типичным декадентом, его перу принадлежат несколько сборников стихов и новелл, пьес, романов, самый известный из которых «Астарта (Господин де Фокас)» (1901). Активно занимался журналистикой, вел театральную хронику, публиковал путевые записки, стал одним из наиболее высоко оплачиваемых журналистов эпохи. После смерти был надолго забыт, однако в последние десятилетия интерес к его фигуре и книгам как одному из воплощений прекрасной эпохи снова растёт во Франции и за рубежом. С 1996 в Фекане действует Общество друзей Жана Лоррена.

## Избранные сочинения
- La forêt bleue (1883, стихотворения)
- Sonyeuse (1891, роман)
- L’ombre ardente (1897, стихотворения)
- Histoires des masques (1900, роман)
- Monsieur de Phocas (1901, роман)

## Признание
Член Гонкуровской академии (1896). В России стихи Лоррена переводил Михаил Кузмин и др.

## Публикации на русском языке
- Полное собрание сочинений. — М., 1911.
  - Том I. Астарта. (Господин де-Фокас)
  - Т. II. Дно Парижа
  - Том IV. Принцессы ласк и упоения
- Поэзия французского символизма. — М.: Изд-во МГУ, 1993. — С. 141—144.